# Schubertia morilloana
Schubertia morilloana är en oleanderväxtart som beskrevs av J. Fontella Pereira. Schubertia morilloana ingår i släktet Schubertia och familjen oleanderväxter. Inga underarter finns listade i Catalogue of Life.